# Хайме II (король Майорки)
Хайме II Добрий король (*Jaume II el Bon Rei, 1243 — 29 травня 1311) — король Майорки, граф Руссільйону і Сердіньї, сеньйор Монпельє, барон Омелас, віконт Карладес у 1276—1285 і 1295—1311 роках.

## Життєпис

### Молоді роки
Походив з Барселонської династії. Син Хайме I, короля Арагону, Валенсії та Майорки, та Іоланди Угорської. Спочатку відповідно до рішення батька отримав невеличкі володіння. Відповідно до заповіту 1248 році отримував королівство Валенсія, у 1253 році Хайме I змінив рішення, за яким Хайме Молодший отримував Балеарські острови й Монпельє. Після смерті старшого брата Альфонсо у 1260 році майбутні володіння Хайме розширилися.
З 1254 року відбувається передача адміністративних повноважень на Балеарських островах з забезпеченням відповідного щорічного прибутку інфанту Хайме. У 1268 році Хайме I призначає сина лейтенантом (своїм заступником) королівства Майорка з правом призначення чиновників. У 1274 році інфанта Хайме призначено лейтенантом сеньйорі Монпельє. У 1275 році оженився на представниці роду Фуа.

### Королювання
Після смерті Хайме I у 1276 році його володіння були розділені між синами. Інфант Хайме отримав три з чотирьох Балеарських островів — Майорку, Ібіцу і Форментера, графства Руссільон і Серданья, віконтство Карладес, баронство Омелас, володіння Монпельє. Всі володіння Хайме II разом вони утворили королівство Майорку. Церемонія коронації відбулася у церкві Санта-Еулалія-де-Майорка 12 вересня 1276 року.
Хайме II також збирав данину з мусульман, в руках яких залишився четвертий з Балеарських островів — Мінорка, де утворився емірат Манурка. Таким чином, під владою Хайме виявилося більше земель, ніж у його старшого брата  Педро III Арагонського.
У 1277 році підтримав повстання каталонської знаті на чолі із Роже-Бернаром III, графом Фуа, проти брата Педро III. Після поразки заколотників Хайме II вимушений був укласти мирну угоду з королем Арагону. 20 січня 1279 року відповідно до угоди в Перпеньяні. король Майорки визнав зверхність Педро III. Права Хайме II обмежувалися щодо прав у володіннях в Каталонії і Лангедоку. Але вже 1280 року вимушений був захищати свої права в Монпельє, на яке претендував Філіп III Капет, король Франції. Останній скористався послабленням короля Майорки та підтримкою місцевої знаті, змушуючи Хайме II визнати васалітет до Франції стосовно до сеньйорії Монпельє і баронства Омелас.
Не змирившись зі статусом арагонського васала, Хайме II у 1284 році об'єднався з Філіпом III і папою римським Мартином IV проти брата Педро III, але в 1285 у битві біля Формігеса був розбитий. Наступник Педро III — Альфонсо III у 1286 році продовжив війну проти Хайме II Майорського, вигнав того з усіх земель.
У 1295 році за посередництва папи римського Боніфація VIII в м. Ананьї (Італії) було укладено договір, за яким усі землі були повернуті Хайме II Майорському. Навзаєм останній підтвердив свій статус васала короля Арагону. За угодою 1298 року в Аргелесі отримав у володіння долину Аран.
Після цього Хайме II поводився сумирно, займаючись зміцненням міст і розвитком економіки. Він реформував грошову систему королівства, заохочував розвиток ткацького ремесла, побудував потужні замки в Перпіньяні і Пальмі (о. Майорка), всіляко зміцнював авторитет королівської влади і католицької церкви. У 1309 році відправив флотилію до узбережжя Гранадського емірату задля захисту майорканських торговців.
Помер 29 травня 1311 року. Владу успадкував його син Санчо.

## Родина
Дружина — Ескларамунда, донька Рожера IV де Фуа.
Діти:
- Хайме (1272—1302), францисканець, чернець
- Санчо (1276—1324), король Майорки у 1311—1324 роках
- Санча (1285—1345), дружина Робера I Анжу, короля Неаполя
- Фердинанд (1278—1316)
- Ізабелла (1280—1301), дружина Хуана Мануеля Кастильського
- Філіп (1288—1340), аббат монастиря Сан-Педро в Нарбонні

1 бастард